# Neu Zauche
Neu Zauche település Németországban, azon belül Brandenburgban. Lakosainak száma 1065 fő (2023. december 31.).

## Népesség
A település népességének változása:
| Lakosok száma | 1125 | 1095 | 1093 | 1070 | 1085 | 1065 |
|               | 2014 | 2017 | 2019 | 2021 | 2022 | 2023 |